# Gegeneophis mhadeiensis
Espèce
Statut de conservation UICN

 DD  : Données insuffisantes
Gegeneophis mhadeiensis est une espèce de gymnophiones de la famille des Indotyphlidae.

## Systématique
L'espèce Gegeneophis mhadeiensis a été décrite en 2007 par les herpétologistes indiens Gopalakrishna Bhatta (d), K. P. Dinesh (d), P. Prashanth (d) et Nirmal U. Kulkarni (d).

## Répartition
Cette espèce est endémique du district de Belgaum dans l'État de Karnataka en Inde. Elle se rencontre à environ 730 m d'altitude.

## Description
Gegeneophis mhadeiensis mesure environ 200 mm. Son dos est brun foncé avec des anneaux blanchâtres. Sa tête est brun rosé.

## Étymologie
Son nom d'espèce, composé de mhadei et du suffixe latin -ensis, « qui vit dans, qui habite », lui a été donné en référence à sa localité type, Mahadayi, prononcée Mhadei, et qui se situe sur les rives d'un affluent de la rivière Mhadei.

## Publication originale
- (en) Gopalakrishna Bhatta, K. P. Dinesh, P. Prashanth et Nirmal U. Kulkarni, « A new species of the Indian caecilian genus Gegeneophis Peters (Amphibia: Gymnophiona: Caeciliidae) from the surroundings of Mahadayi Wildlife Sanctuary, Western Ghats », Current Science, IASc Bengaluru et Current Science Association (d), vol. 93, no 10,‎ 25 novembre 2007, p. 1442-1445 (ISSN 0011-3891, OCLC 01565678 et 525476648, JSTOR 24099358).